# Горна Мизия
Горна Мизия (на латински: Moesia Superior) е провинция на Римската империя, образувана през 85 – 86 г. от император Домициан след разделянето на бившата сенатска провинция Мизия на две – Горна и Долна. Граница между двете новообразувани провинции е река Цибрица в дн. Монтанска област.
Територията на провинция Горна Мизия обхваща на запад днешна Източна Сърбия до линията на далматинския римски маршрут Белград – Чачак, на юг достига до Северна Македония, на изток обема Софийското поле, а на север граница е река Дунав. Горна Мизия е военна и гранична римска провинция. Тук са разквартирувани в лагери два от римските легиони охраняващи Дунавския лимес. Римските лагери са разположени в градовете Сингидунум и Виминациум (средновековно Браничево) до днешния Костолац, близо до Пожаревац, а около други римски военни бази се създават или развиват селища като Маргум, Хореум Марги и Рациария, дн. Арчар, Видинско. В Античността големи центрове със значение за провинцията са римските градове в землищата на съвремените Скопие, Бела паланка, Липлян, Прахово и Ниш. Главен град е Ниш, a рудобивът е имперски монопол и през III век насърчава растежът на селищата в Moesia Superior, която е експлоатирана за оловото и среброто си.
До управлението на Северите и кризата в Римската империя Горна Мизия се администрира от следните легати:
 Гай Цилний Прокул

 Квинт Созий Сенецио

 Луций Херений Сатурнин

 Марк Стаций Италик

 Публий Хелвий Пертинакс

 Егнаций Виктор Мариниан

 Деций Траян

 Требониан Гал

След Траяновите дакийски войни към провинцията е включена и територията на Банат с граници владението на по-късното средновековното княжество на Охтум. През 3 век в Римската империя настъпва криза. В 270 г. император Аврелиан евакуира римските легиони от Дакия, като на територията на Горна Мизия се образуват две нови римски провинции – Вътрешна и Крайбрежна Дакия. След образуване на Дунавска България, постепенно територията на Горна Мизия е включена в границите на Първата българска държава. Около нейните центрове след римско време се формират средновековните български Белградска и Браничевска историко-географски области.
- Мизийският дунавски лимес
- Останки от крепостната стена на Сингидунум
- Надгробен камък на понтифекса на Рациария
- Руини на мавзолей във Виминациум